# Burckhard Bremer

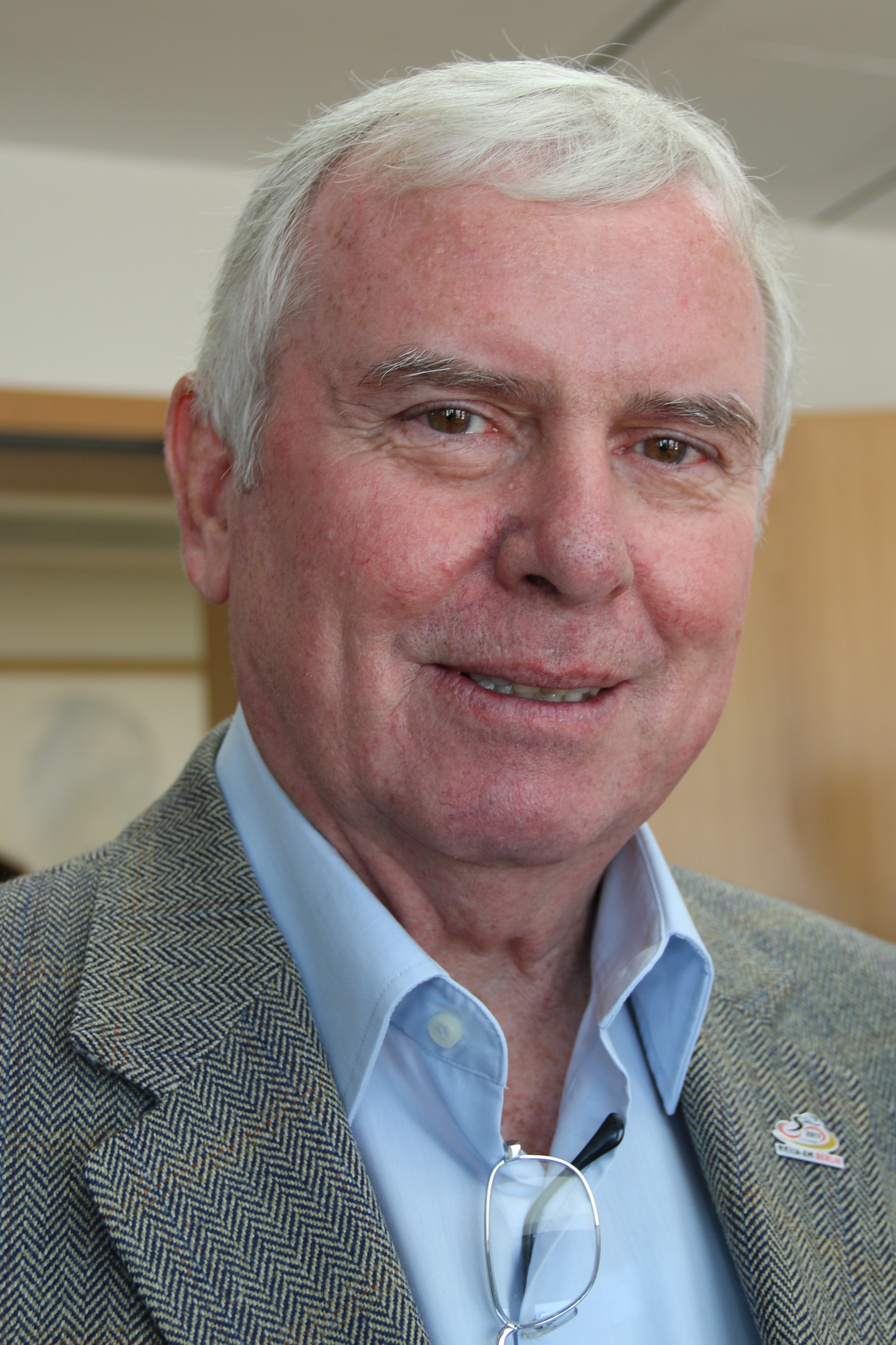
Burckhard Bremer (2017)

Burckhard Bremer (* 20. Dezember 1946 in Berlin)  ist ein ehemaliger deutscher Radrennfahrer und heutiger Radsportfunktionär.

## Laufbahn als aktiver Sportler
Seine Radsport-Karriere begann Burckhard Bremer 1961 beim BRC Endspurt Berlin. 1973 belegte er den zweiten Platz bei der Berliner Vier-Etappenfahrt. Im selben Jahr wurde er Deutscher Meister im Straßenrennen der Amateure, mit hauchdünnem Vorsprung vor Jürgen Kraft. Die Entscheidung der Jury, Bremer den Sieg zuzuerkennen, war umstritten: Auf Fernsehaufnahmen soll erkennbar gewesen sein, dass Kraft der eigentliche Sieger war. Der Wettfahrausschuss erkannte den Filmbeweis jedoch nicht an und entschied für Bremer als Ersten. Mit dem Straßenvierer der NRVg. Luisenstadt Berlin (Harry Seidel, Roger Poulain und Peter Lindow) errang er bei deutschen Meisterschaften 1973 Gold im Mannschaftszeitfahren sowie 1971 und 1974 Silber.
Mehrfach startete Bremer bei der Internationalen Friedensfahrt, der Tour de l’Avenir und der Rheinland-Pfalz-Rundfahrt.

## Laufbahn als Funktionär
Nach dem Ende seiner aktiven Radsport-Laufbahn engagierte sich Bremer als Funktionär im Radsport. Er war Sportlicher Leiter der Rheinland-Pfalz-Rundfahrt und der Regio-Tour sowie als Kommissär des Bundes Deutscher Radfahrer (BDR) und des Weltradsportverbands UCI tätig. Zwischen 1987 und 1991 war er Vorsitzender des BDR-Sportgerichts, 1997 wurde Bremer Nachfolger von Fritz Ramseier als Bundessportwart. Aus diesem Ehrenamt wurde der hauptamtliche Posten des Leistungssportdirektors, den Bremer ab 2001 innehatte. In diesen Funktionen organisierte er einen Lauf des Bahnrad-Weltcups 1998 sowie die UCI-Bahn-Weltmeisterschaften 1999, beide Veranstaltungen im Berliner Velodrom, und initiierte eine weitere Bewerbung des BDR um die UCI-Bahn-Weltmeisterschaften 2012 in Berlin, die allerdings erfolglos blieb.
2004 führten Kontroversen zwischen Bremer und der damaligen Präsidentin des BDR, Sylvia Schenk, zu deren Rücktritt, weil sie sich mit einem transparenteren Kurs im Leistungsradsport nicht durchsetzen konnte. Auslöser der Entwicklung war der Fall des Fahrers Christian Lademann, bei dem vor den Olympischen Sommerspielen in Athen auffällige Blutwerte vorlagen, was Bremer jedoch der Präsidentin des Verbandes verschwiegen hatte. Nach dem Amtsantritt des neuen Präsidenten Rudolf Scharping im Jahr 2005 wurde Bremers Vertrag mit dem BDR verlängert.
Bremer wurde auch für einen Fehler des BDR im Vorfeld der UCI-Straßen-Weltmeisterschaften 2009 verantwortlich gemacht: Die Fahrerin Sarah Düster hatte nicht starten können, da sie versehentlich vom Verband nicht gemeldet worden war. Bremer bot dem BDR in diesem Zusammenhang seinen „Rücktritt“ an, was folgenlos blieb, da er kein ehrenamtlicher Funktionär des BDR ist, sondern arbeitsvertraglich Beschäftigter. Zudem gab Bremer später an, seinen Rücktritt lediglich „im Scherz“ angeboten zu haben.
Im Folgejahr warf der ehemalige Bundestrainer Peter Weibel Bremer vor, dass dieser einen Dopingfall des später als Profi wegen Dopings überführten Patrik Sinkewitz – damals noch Fahrer der U23-Nationalmannschaft – bei den UCI-Straßen-Weltmeisterschaften 2000 in Plouay vertuscht habe. Unterlassungsklagen Bremers gegen Berichterstattungen, in dem ihm ein Mitwissen um Dopingpraktiken unterstellt wurde, sowie gegen den Bundestagsabgeordneten Winfried Hermann, der über Bremer geäußert hatte, dieser haben schon in den „heißen Zeiten des Dopings“ sein Amt ausgeübt, wurden von den Gerichten zurückgewiesen. Ein vom BDR in Auftrag gegebenes Rechtsgutachten sprach hingegen Bremer von jeglichem Verdacht der Mitwisserschaft und der Vertuschung frei; das als neutral bezeichnete Gutachten wurde allerdings vom Bruder eines BDR-Mitarbeiters erstellt. Die frühere BDR-Präsidentin Schenk, die inzwischen für Transparency International, einer Organisation zur Bekämpfung von Korruption, tätig ist, rügte das Gutachten deshalb als „fehlerhaft“.
Bremer, der 2010 schwer erkrankte, ging Ende des Jahres 2011 in den Ruhestand. Im August 2011 teilte der BDR mit, dass der bisherige Bundestrainer für den Bereich Straßenrennsport Männer U23 sowie Querfeldein Männer und Junioren, Patrick Moster, zum 1. Januar 2012 seine Nachfolge antrat.
Im März 2013 wurde anlässlich der Wiederwahl von Rudolf Scharping zum Präsidenten des BDR bekannt, dass Bremer für das vom BDR initiierte Rad-net Rose Team im Bereich der Gewinnung und Betreuung von Sponsoren tätig ist. Eine u. a. vom Weltmeister und Olympiasieger Robert Bartko behauptete sportliche Einflussnahme wurde vom Team bestritten.
2017 fungierte Burckhard Bremer als Projektmanager des Organisationskomitees für die Bahneuropameisterschaften im Berliner Velodrom.

## Ehrungen
2008 wurde Burckhard Bremer mit dem Verdienstkreuz am Bande des Verdienstordens der Bundesrepublik Deutschland ausgezeichnet.